# Ferrari 225 S
La Ferrari 225 S è un'autovettura sportiva prodotta dalla casa automobilistica italiana Ferrari nel 1952 in 21 esemplari, che ha partecipato a diverse competizioni automobilistiche.

## Il contesto

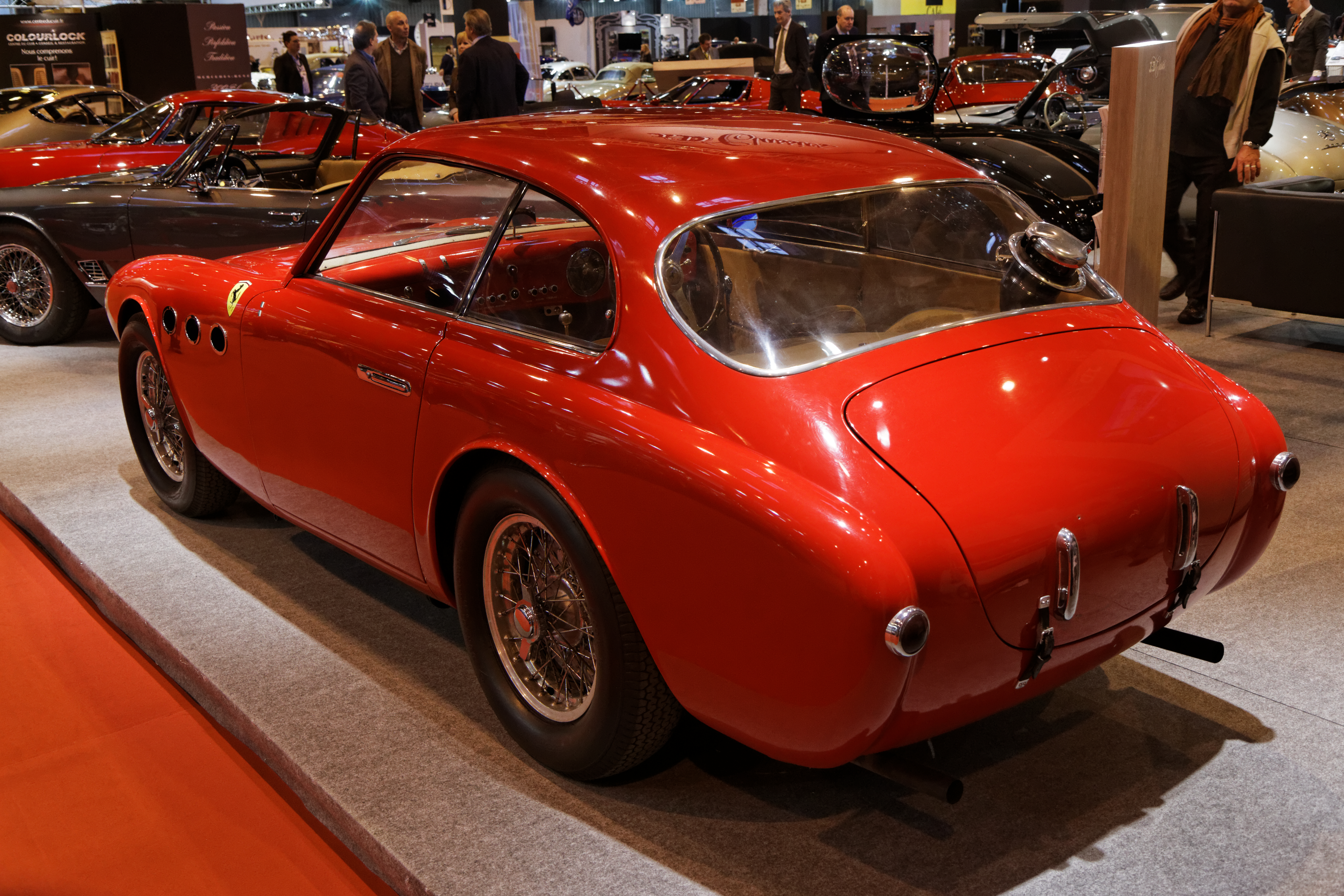
Vista posteriore

Il modello fu lanciato in un periodo in cui erano in piena evoluzione i motori V12 di Gioachino Colombo e Aurelio Lampredi. Alla 225 S fu montato quello di Colombo, anche se alcune innovazioni derivavano dallo sviluppo dal propulsore di Lampredi, come le nuove condutture dell'alimentazione, il comando delle valvole e l'asse a camme con le punterie a rullo.
Il telaio di alcuni esemplari erano costruiti dalla Gilco, ed erano chiamati Tuboscocca. Le carrozzerie erano invece di Vignale e di Touring.
Furono costruiti due prototipi a due posti, una barchetta ed una coupé, entrambe di Vignale. Le sue eredi furono la Ferrari 250 GT e la Ferrari 250 MM.
La 225 S ebbe un primato: testata all'Autodromo di Imola, fu la prima Ferrari a calcare quel tracciato.

## Le competizioni

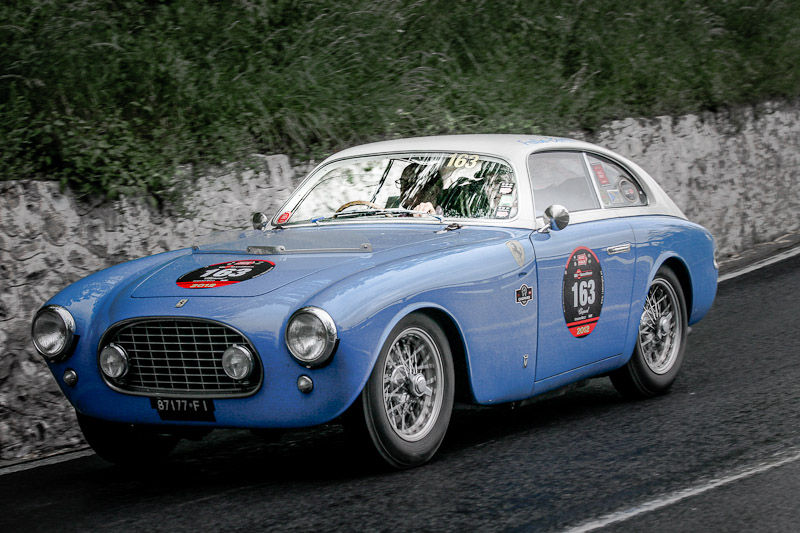
Una 225 S Export alla Mille Miglia 2012

La 225 S debuttò al Giro di Sicilia nel 1952 con il numero 443 (che per tradizione porta anche oggi), guidata da Piero Taruffi e Mario Vandelli. Durante questa competizione il modello dominò la gara, ma la rottura della guarnizione di una testata pregiudicò l'esito della competizione. Partecipò anche alla Mille Miglia ed alla Targa Florio.
Una delle più importanti affermazioni del modello fu il Gran Premio di Monaco del 1952, dove tre 225 S giunsero nelle prime tre posizioni. Fu però battuta alla Mille Miglia dello stesso anno, dove sette 225 S non ebbero la meglio sulle più potenti 340 MM e sull'unica 250 S in gara. L'altra competizione in cui la 225 S si affermò fu il Gran Premio di Cuba del 1955.
Il modello fu guidato da piloti come Piero Taruffi, Giannino Marzotto, Luigi Villoresi, Eugenio Castellotti e Pierre Pagnibon.

## Caratteristiche tecniche

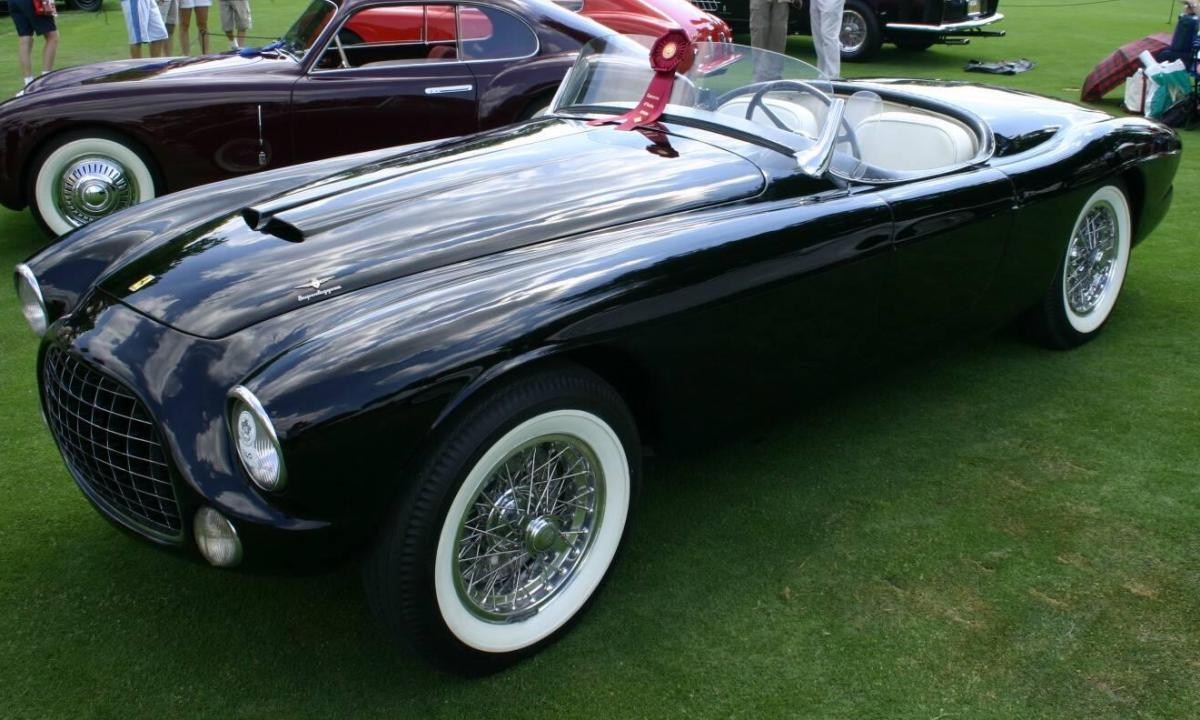
Ferrari 225 S Barchetta realizzata dalla Touring del 1952

Il motore era un V12 a 60° anteriore e longitudinale di 2715,46 cm³ di cilindrata. L'alesaggio e la corsa erano rispettivamente di 70 mm e 58,8 mm, mentre il rapporto di compressione era di 8,5:1. La potenza massima erogata dal propulsore era di 210 CV a 7200 giri al minuto.
La distribuzione era monoalbero con due valvole per cilindro, mentre l'accensione era singola con due spinterogeni. L'impianto d'alimentazione era formato da tre carburatori di marca Weber e modello 36 DCF. La lubrificazione era a carter umido, mentre la frizione era monodisco.
Il telaio era tubolare in acciaio. Le sospensioni anteriori erano indipendenti, con quadrilateri trasversali e balestra trasversale, mentre quelle posteriori erano formate da un ponte rigido e da doppie balestre semiellittiche longitudinali. Entrambe montavano ammortizzatori idraulici. I freni erano a tamburo, mentre il cambio era a cinque rapporti più la retromarcia. Lo sterzo era a vite senza fine.
Una delle caratteristiche più distintive fu un differenziale di nuova concezione, che era a slittamento limitato con una riduzione finale di 4.66:1. La carrozzeria era berlinetta o spider a 2 posti. La velocità massima raggiunta dal modello era di 230 km/h.